# Colgate Whitehead Darden
Colgate Whitehead Darden Junior (11 febbraio 1897 – Norfolk, 9 giugno 1981) è stato un politico statunitense.

## Biografia
Fu il cinquantaquattresimo governatore della Virginia. Frequentò  l'università della Virginia, terminandola nel 1922, in seguito studiò al Columbia Law School e poi all'Università di Oxford.
Venne eletto presidente dell'università della Virginia nel 1947 e rettore del College di William e Mary.